# Ondrej Demáček
Ondrej Demáček (1940 Považská Bystrica – 28. července 2022 Bratislava) byl slovenský středoškolský pedagog, učitel matematiky a informatiky.

## Životopis
V roce 1957 maturoval na jedenáctileté střední škole v Považské Bystrici. V roce 1962 absolvoval obor matematika a deskriptivní geometrie na Přírodovědecké fakultě Univerzity Komenského v Bratislavě (PriF UK). V roce 1981, již na Matematicko-fyzikální fakultě UK (MFF UK; v roce 1980 oddělena od PriF UK), získal titul RNDr. v oboru teorie vyučování matematice.
Pracoval jako programátor ve Východoslovenských železárnách v Košicích, jako matematik-analytik ve výpočetním středisku ZVL Považská Bystrica a jako odborný pracovník ve Výzkumném výpočetním středisku OSN v Bratislavě.
Od roku 1973 vyučoval informatiku na bratislavském Gymnáziu Jury Hronce, jednom ze tří tehdejších gymnázií se zaměřením na výpočetní techniku. Byl iniciátorem myšlenky založení programátorské kategorie v matematické olympiádě, v níž jeho žáci dosahovali dobrých výsledků v národních kolech i na mezinárodní úrovni. Spolu se svými studenty stál u vzniku Korespondenčního semináře z programování, soutěže v programování pro středoškoláky, kterou pořádala Fakulta matematiky, fyziky a informatiky UK (FMFI UK), resp. později občanské sdružení Trojsten se sídlem na FMFI UK. V 80. letech propagoval možnosti využití mikropočítačů při výuce matematiky. V 90. letech byl externím spolupracovníkem nově vzniknuté Katedry výuky informatiky na MFF UK.
Ve volném čase se věnoval horské turistice (vedl k ní i studenty, byl iniciátorem pravidelných pěších výletů do Gočova, rodné obce Jury Hronce) a košíkářství.

## Ocenění
- 2020: Řád Ľudovíta Štúra II. třídy od prezidentky Slovenska Zuzany Čaputové za mimořádné zásluhy o rozvoj školství.[1][12] Kancelář prezidenta Slovenska uvedla:[1]

„Priekopník počítačov na Slovensku. Bol jedným z gymnaziálnych učiteľov, ktorý nenápadne a v tichosti ovplyvnil vývoj celého jedného odvetvia vedy a hospodárstva. Narodil sa v Považskej Bystrici a od roku 1973 sa venoval na bratislavskom Gymnáziu Jura Hronca mladým záujemcom o programovanie. Vo svojich žiakoch pestoval lásku k prírode, nadšenie pre turistiku a aj hrdosť na to, že študujú na škole, ktorá je pomenovaná podľa nestora slovenskej pedagogiky a spoluzakladateľa slovenského vysokého školstva, akademika Jura Hronca. Bol iniciátorom myšlienky založenia programátorskej kategórie matematickej olympiády, v rámci ktorej sa jeho žiaci umiestňovali na celoštátnych kolách i na medzinárodnej informatickej olympiáde. Jeho významným dielom bolo založenie a rozvoj Korešpondenčného seminára z programovania, vďaka čomu prispel k vzdelávaniu v oblasti informatiky a k rastu väčšiny z desiatok ostatných kolegov Slovákov v Googli.“